# Horstenbos
Het Horstenbos is een bosgebied in Musselkanaal, een dorp in de provincie Groningen in Nederland. Het bos is ongeveer 20 hectare groot en is eigendom van de gemeente Stadskanaal.
Het Horstenbos heeft ook een educatieve functie. Er zijn informatieborden geplaatst die uitleg geven over de flora en fauna in het bos en er worden regelmatig educatieve activiteiten georganiseerd, zoals boswandelingen met een gids.